# Doreen Mölders
Doreen Mölders (* 15. März 1976 in Wriezen) ist eine deutsche prähistorische Archäologin. Seit dem 1. Januar 2025 ist sie die Leiterin des Historischen Museums Frankfurt. Zuvor leitete sie das LWL-Museum für Archäologie und Kultur, Westfälisches Landesmuseum.

## Leben
Nach ihrer Schulzeit in Nachterstedt und Aschersleben studierte Doreen Mölders 1994 bis 1996 zunächst Pädagogik an der HU Berlin und wechselte dann 1996 bis 2003 zum Studium der Ur- und Frühgeschichte, Philosophie, Klassischen Archäologie und Alten Geschichte an die Universitäten Leipzig und Freiburg i.Br., das sie 2003 mit dem MA in Leipzig abschloss. Eine Förderung als Graduiertenstudentin 2007–2012 und Akademiestudentin 2012–2013 ermöglichte ihr das Arbeiten an der Dissertation „Vom gallischen Marktplatz zum neoliberalen Handelszentrum. Das Thema Wirtschaft im Diskurs der Oppidaforschung“, die sie im November 2013 mit der Promotion an der Universität Leipzig abschloss.
2003 bis 2010 war Mölders am Lehrstuhl für Ur- und Frühgeschichte der Universität Leipzig bei Sabine Rieckhoff tätig, zunächst als Wissenschaftliche Hilfskraft, ab 2005 als Wissenschaftliche Mitarbeiterin. Nach Zwischenstationen war sie 2013 bis 2018 Wissenschaftliche Mitarbeiterin / Kustodin am Staatlichen Museum für Archäologie Chemnitz (smac). Im Januar 2019 übernahm sie die Leitung des archäologischen Landesmuseums für Westfalen in Herne: LWL-Museum für Archäologie. Während ihrer Zeit in Herne setzte sie Schwerpunkte auf Kulturgeschichte, Digitalisierung, Diversität und Nachhaltigkeit: so initiierte sie unter anderem das Projekt Museum als CoLabor. Öffne die Blackbox Archäologie! und war für archäologische und kulturhistorische Sonderausstellungen verantwortlich. Zum 1. Januar 2025 übernahm Doreen Mölders die Leitung des Historischen Museums Frankfurt, wo sie auf Jan Gerchow folgt, der Ende Juli 2024 in den Ruhestand ging; ihre Berufung zur Leiterin wurde vom Magistrat der Stadt Frankfurt auf Wunsch der Kulturdezernentin Ina Hartwig beschlossen.

## Forschung
Mölders wissenschaftliche Arbeiten galten zunächst der späten Eisenzeit, wo sie in zwei Monografien und zahlreichen Aufsätzen insbesondere ökonomische und soziale Fragestellungen verfolgte. 2014 war sie zusammen mit Sabine Wolfram Herausgeberin des Buches „Schlüsselbegriffe der Prähistorischen Archäologie“, 2015 Mitherausgeberin des Bandes „Massendinghaltung in der Archäologie – Der Material Turn und die Ur- und Frühgeschichte“. Parallel zu ihrer beruflichen Laufbahn im Museumswesen beschäftigt sie sich zunehmend mit Fragen des Teilhabe, Diversität, Digitalisierung und Online-Formaten in der Vermittlung und publiziert zu diesen Themen.
In ihrer neuen Rolle in Frankfurt plant Mölders die Fortsetzung des eingeschlagenen Weges des Historischen Museums und die Fokussierung auf die Digitalisierung der Sammlungsbestände, eine ökologisch nachhaltige Museumsarbeit und die Anpassung der Vermittlungsangebote an die Bedarfe einer vielfältigen Gesellschaft.

## Ehrenamt und Gremienarbeit
Mölders ist seit 2010 Mitglied der Deutschen Gesellschaft für Ur- und Frühgeschichte, seit 2010 Mitwirkende im „Forum Archäologie in Gesellschaft“ (FAiG) und seit 2014 Mitglied von ICOM und Deutschem Museumsbund. Seit 2006 war Mölders Mitglied der Arbeitsgemeinschaft Theorien in der Archäologie e.V., 2011 bis 2015 war sie Vorsitzende dieser AG. Seit 2020 ist sie Mitglied des „Netzwerks Agile Kultur“ und Sprecherin der Fachgruppe Archäologische Museen beim Deutschen Museumsbund. Zudem ist sie im Beirat des LEIZA und des Museums und Park Kalkriese tätig. Seit 2022 ist Mölders Vorsitzende des Museumsverbands NRW, seit 2023 Vorsitzende des Nordwestdeutschen Verbands für Altertumskunde. Sie ist zudem Vizepräsidentin des Deutschen Verbands für Archäologie.

## Schriften (in Auswahl)
Monografien
- Die eisernen Werkzeuge aus Bibracte. Ein Beitrag zur Erforschung des keltischen Handwerks nach den Arbeiten von Jacques-Gabriel Bulliot und Joseph Déchelette (= Collection „Bibracte“ 18). Bibracte. Centre archéologique européen, Glux-en-Glenne 2010, ISBN 978-2-909668-63-5
- Vom gallischen Marktplatz zum neoliberalen Handelszentrum: das Thema Wirtschaft im Diskurs der Oppidaforschung. Dissertation Universität Leipzig 2013 (ungedruckt, DNB).
- mit Sabine Wolfram (Hrsg.): Schlüsselbegriffe der Prähistorischen Archäologie. Waxmann, Münster 2014, ISBN 978-3-8309-3176-8.
- mit Kerstin P. Hofmann, Thomas Meier, Stefan Schreiber (Hrsg.): Massendinghaltung in der Archäologie – Der Material Turn und die Ur- und Frühgeschichte. Sidestone Press 2016, ISBN 978-90-8890-346-5 / ISBN 978-90-8890-564-3 (Digitalisat).

Aufsätze
- (2007): Freie Lohnarbeiter oder abhängige „Hintersassen“? Möglichkeiten und Grenzen der sozialen Interpretation von Handwerkern während der Latènezeit. In: P. Trebsche u. a. (Hrsg.), Die unteren Zehntausend – auf der Suche nach den Unterschichten der Eisenzeit. Beiträge zur Sitzung der AG Eisenzeit während der Jahrestagung des West- und Süddeutschen Verbandes für Altertumsforschung e. V. in Xanten 2006 (Langenweissbach 2007) 85-97.
- mit R. Hoppadietz, Sabine Rieckhoff (2009): Urbanisierung und Romanisierung im Spiegel der Architektur im keltischen Oppidum Bibracte – Mont Beuvray (Burgund/Frankreich). In: P. Trebsche u. a. (Hrsg.), Architektur: Interpretation und Rekonstruktion. Beiträge zur Sitzung der AG Eisenzeit während des 6. Deutschen Archäologie-Kongresses in Mannheim 2008 (2009) 141-149.
- (2009): Archäologie als Edutainment: Können Reenactment und Living History historische Lebenswelten erklären? In: I. Benková & V. Guichard (Hrsg.), Gestion et présentation des oppida: un panorama européen. Actes de la table ronde organisée par l‘ÚAPP SC Béroun 26 September 2007 (Glux-en-Glenne 2009) 155-164.
- (2009): „Money is what money does“ - oder doch mehr? Zum Umgang mit dem Begriff ‚Geld‘ in der ur- und frühgeschichtlichen Literatur. In: S. Grunwald, J. Koch, K. Reichenbach & S. Wolfram (Hrsg.), ARTeFACT: Festschrift für Sabine Rieckhoff zum 65. Geburtstag (2009) 297-310.
- (2014): Materialismus. In: D. Mölders, S. Wolfram (Hrsg.), Schlüsselbegriffe der Prähistorischen Archäologie (2014) 173-178.
- (2014): Wirtschaftsarchäologie. In: D. Mölders, S. Wolfram (Hrsg.), Schlüsselbegriffe der Prähistorischen Archäologie (2014) 315-320.
- mit Sabine Wolfram (2015): Von Preisen, einer Prise Salz und »Fremdes Vertrautes«. Das Jahr 2015 im smac. Archaeo. Archäologie in Sachsen 12, 2015, 40-43.
- (2016): „Dritte Orte“ im Oppidum Bibracte. In: D. Vitali (Hrsg.), Le monde celtique avant et après la conquête romaine / Il mondo celtico prima e dopo la conquista romana. Mélanges en l‘honneur de Jean-Paul Guillaumet, 2016.
- mit A. Reymann (2017): Smartphone versus Wurfspeer? - Digitale Medien und Moderne Archäologie. Antike Welt 5/2017, 70-75.
- mit S. Jülich (2019): No Limit – Das LWL-Museum für Archäologie digital. Eildienst 6/2019, 372-373.
- mit Sabine Wolfram, Chr. Gerbich (2019): Lebendige Wissensspeicher. Archäologische Museen in Deutschland. In: Spuren des Menschen. 800 000 Jahre Geschichte in Europa (Darmstadt 2019) 512-515.
- (2020): Divers – Digital – Nachhaltig: die Zukunft des LWL-Museums für Archäologie. Archäologie in Westfalen-Lippe 2020, 321-324.
- (2020): Digitalität in Zeiten von Corona. Interview über Museen und Öffentlichkeit in der Coronakrise. L.I.S.A. Wissenschaftsportal Gerda Henkel Stiftung 2020.